# 臺灣哲學
臺灣哲學統攝與臺灣相關的哲學活動。一方面是將臺灣視為地理的劃分，舉凡以臺灣為地理範圍的哲學思想活動（Philosophy in Taiwan），另一方面則是將臺灣視為哲學意義的重要性（Philosophical significance），舉凡以臺灣為主體研究的哲學思想活動（Taiwanese Philosophy）。
臺灣哲學的歷史並不長：自 1895 年甲午戰爭的結果不但了決定中、日兩國的政治勢力消長，也定位了哲學在東亞的發展脈絡。而臺灣身處帝國夾縫（fragment of/f empires）中，以臺灣為體、外學而用逐漸養成其思想脈絡，到 1916 年林茂生在東京帝國大學《東亞研究》發表的〈王陽明の良知說〉作為臺灣哲學的起肇。
大抵而言，臺灣哲學之歷史可略分前期（臺灣原住民哲學及明清時期哲學）、日治時期哲學（前啟蒙期、啟蒙發展期、成熟期）、戰後與白色恐怖、民主化迄今等。

## 何謂臺灣哲學
臺灣哲學的系統性研究（systemic study）起於 1980 年代。雖隨時空遞移，臺灣文史研究等陸續有豐碩成果，但哲學領域的研究發表仍屬零星，對於文獻的典藏考據也尚遺缺。惟有少數如廖仁義〈臺灣哲學的歷史構造─日據時期臺灣哲學思潮的發生與演變〉、李明輝《李春生的思想與時代》等，抑或是個別哲學家傳略之研究如吳叡人〈祖國的辯證：廖文奎（1905-1952）臺灣民族主義思想初探〉、〈福爾摩沙意識型態—試論日本殖民統治下臺灣民族運動「民族文化」論述的形成（1919-1937）〉、廖欽彬〈和辻哲郎的風土論─兼論洪耀勳與貝瑞克的風土觀〉、洪子偉〈臺灣哲學盜火者─洪耀勳的本土哲學建構與戰後貢獻〉等。戰後受新儒家影響，尤對應中國文化大革命之中華文化復興運動，以「道統說」為臬；廖仁義以「取代說」指出臺灣哲學的發展的斷裂，尤指戰前後原繼受日本思想資源與世界思潮接軌之臺灣哲學界，在戰後以中國哲學如外來思潮暫居臺灣哲學之整體。楊儒賓「雙源頭說」則自道統說改良納許日本思想對臺灣哲學發展之影響，採中國、日本思想並進說；然而，臺灣哲學百年發展受不同思想脈絡，宜採「多元競合說」；猶如東亞各國如中、日、韓等在列強壓力下，吸汲歐美哲學作為現代化道路，進而發展成對自身共同體（Gemeinschaft; community）的反思建構，甚至是如德國面對周邊英、法等現代國家崛起進而發展自成一格的思想體系，臺灣哲學正是呼應帝國強權的碾壓下而誕生─面對生存危機的創化轉生，哲學家受歐美基督教神學、德國觀念論、辯證唯物論、美國實用主義與自京都繼受的海德格思想體系、中國近代自由主義等。
就追求哲學意義的重要性（Philosophical significance），除哲學文獻的出土考據，更重要的是提出臺灣哲學的規範性（normativity）問題。黃默、陳俊宏的〈政治哲學要跨出去！論臺灣政治哲學研究的發展趨向〉、謝世民的〈政治哲學如何與身處的社會互動：一個臺灣哲學家的嘗試〉等文是從法政哲學出發回應臺灣哲學的規範性，陳瑞麟也曾發表〈島嶼上的科哲〉、〈邏輯實證論在臺灣〉、〈可以有臺灣理論嗎？如何可能？〉等文，為臺灣哲學提出規範性的概念分析。
一方面是哲學文獻的出土考據，橫跨數個世紀─從原住民神話到明清到日治到戰後白色恐怖迄今─囿於語言、歷史的限制，尚待研究考證；另外一方面則是藉由共同體提出哲學的規範性─藉由建構哲學主體的特殊性，同時也藉此通向世界的普遍性。臺灣哲學如廖仁義所言，「一開始就不是一種囿於學院藩籬的觀念推演，而是源自於民間尋找反支配思想的需求。」─不只是質問「何謂臺灣」（que est Taiwan），也追尋「臺灣何去何從」（quo vadis Taiwan）。

## 臺灣原住民哲學
臺灣原住民遺留文本有限，要研究其哲學思想，只能靠口傳神話建構文化哲學。過去〈臺灣原住民神話中的一些原始哲學〉、〈從神話傳說論卑南族的倫理、教育及美學思想〉、〈Remapping Taiwanese Philosophy: Thinking from Constructing Aboriginal Philosophies〉等文是就此角度切入。目前則除了原住民神話研究外，也有試圖從規範性原則去建構原住民的知識體系、環境正義的倫理學、轉型正義等法政哲學，為臺灣原住民哲學進行嘗試。

## 早期臺灣漢人哲學
明鄭、清治時期漢人移民臺灣，仕紳出建孔廟學堂，將儒學知識移植至新的生活圈。依據1993年臺灣文獻館出版的《重修臺灣省通志─卷10（藝文志著述篇）》所列，此時期有關哲學、宗教類的著作一共有十二篇，分別是《周易折衷衍義》、《易經圖解易讀》、《周易總論》、《經餘雜錄》、《易經註解》、《春秋節要》、《論臆》、《周易義類存編》、《周易管窺》、《達五齋家誡》、《開山記》、《古經占法》。當時是以傳統儒家經典，特別是《易經》為主的釋義。 然而，相關文獻大多亡佚，停留在傳統儒學的經學釋義，並不能以現代哲學觀視之。
代表哲學家：鄭用錫、鄭用鑑、洪棄生、黃敬 （页面存档备份，存于）、吳子光、王士俊、施瓊芳、謝肇源 （页面存档备份，存于）、楊克彰、陳震曜 （页面存档备份，存于）。

## 日治時期(1896~1945)
1895 年不僅是東亞國際政治局勢的分水嶺，也是各國紛紛走向現代哲學的起點。臺灣在帝國夾縫中面臨著生存危機，一方面繼受鄰邊的中國五四運動、日本大正民主、俄國十月革命、朝鮮獨立運動等浪潮，另一方面間接透過中日等東亞國家留學或是直接到歐美汲取基督教神學、德國觀念論、辯證唯物論、美國實用主義、海德格哲學等思想運動。臺灣哲學承襲了日本殖民母國的哲學思潮發展，另外一方面也自公民社會發展自拮抗日本殖民的本土思想，可略分期為「前啟蒙期」、「啟蒙發展期」及「成熟期」三期，且「歐陸─日本哲學」、「美國實用主義」、「基督宗教哲學」與「現代漢學」四大學派。
代表哲學家：廖文奎、張深切、曾天從、李春生、林攀龍、林秋梧、林茂生、楊杏庭、洪耀勳、蘇薌雨、郭明昆、鄭發育、陳紹馨。

### 前啟蒙期(1896~1916)
基督教長老會與臺灣的現代化始終有密切的關係，哲學也不例外。不少受到西式教育啟蒙的思想家是受到長老教會的影響，例如大稻埕仕商且長老教會奠基者李春生、就讀臺南長老會中學受教會補助赴京都同志社中學，後成為臺灣第一留美博士林茂生（專攻教育學）、及首位赴京都同志社中學、於美國取得神學博士學位及回日取得牧師資格的周再賜 （页面存档备份，存于）等，都有濃厚的長老教會淵源。
1896 年，李春生在日本橫濱發表《主津新集》後出版一系列基督神學研究，也將詮釋學的方法論應用在儒學經典上。他亦借用神學家 Karl Rahner 的說法，將孔子古聖賢視為「匿名基督徒」，也說明其粗糙且鮮明獨尊基督教及儒家之成見立場。 此階段的臺灣哲學尚未出現成熟的著作，直到 1916 年林茂生在東京帝國大學《東亞研究》發表的〈王陽明の良知說〉 作為臺灣哲學的起肇，不但是臺灣哲學史上第一篇具有現代學術意義的重要文獻，也標示著臺灣哲學正式從前啟蒙期邁向啟蒙發展期階段。
代表哲學家：李春生、林茂生、周再賜 （页面存档备份，存于）。

### 啟蒙發展期(1916~1930)
1916 年林茂生發表＜王陽明の良知說＞起肇，臺灣哲學走入啟蒙發展期。一方面是全世界的思潮脈動走向絢麗的狂飆年代，而東亞如日本的哲學學科走向專業學院建制，1910 年日本東京帝國大學哲學科成立、隨即兩年後京都大學成立哲學科，京都學派開始發展，同年中華民國北京大學成立中國哲學門至 1919 年改名為哲學系，另外則是受到現代教育的知識份子逐漸崛起，除了前期林茂生外，第二代哲學家以臺語、日語為第一語言做思想表達著述。
林秋梧 1927 年在《南瀛佛教》、《中道》發表宗教改革的文章，1929 年在《臺灣民報》連載〈唯物論者所指摘的歷史上的宗教所演的主角〉十篇，將馬克思對宗教的批判應用到反思臺灣佛教之現況。廖文奎 1929 年芝加哥大學哲學碩士論文《唯心論及其批判〉（Modern Idealism as Challenge by Its Rivals）則是臺灣少數純粹西方哲學論著之先驅。同時，臺灣哲學活動與政治文化的改革運動密切結合，哲學家以不同的方式詮釋參與改變，走向群眾闡述淑世理念。
代表哲學家：林茂生、林秋梧、廖文奎、張深切、陳紹馨。

### 成熟期(1930~1945)
1929 年林茂生取得哥倫比亞大學教育學院博士學位返臺任教，其論文《日本統治下臺灣的學校教育：其發展及有關文化之歷史分析與探討 》（Public Education in Formosa under the Japanese Administration: Historical and Analytical Study of the Development and the Cultural Problems）師承杜威及 Paul Monroe，受美國實用主義教育哲學影響，建議日本當局應以尊重相互的文化與教育機會平等政策；洪耀勳〈風土文化觀―臺灣風土との聯關に於て―〉則論證臺灣文化有不可化約到日本文化與中國文化的特殊性，並以此建構本土哲學之本體論（第一哲學）；陳紹馨〈ヘーゲルにおける市民社会論の成立〉刊於《文化》上下篇探討黑格爾在近代國家形成下的公民社會，曾天從《真理原理論》做為哲學體系重建之初始。隨著1937 年中日戰事加劇與皇民化壓迫，臺灣哲學家轉而退守學院或是轉往海外，卻也出版了不少像曾天從《純粹現象學之構想》、洪耀勳〈實存之有限性與形上學之問題〉等具學術深度的論著。
此外，於 1945 年自臺北帝國大學哲學科畢業的林素琴，隔年聘為臺灣大學哲學科助教，專長為法國哲學，曾於 1953 年以 Charles Adams 與  Paul Tannery所編《笛卡爾全集》（Oeuvres De Descartes）為本發表〈笛卡特的哲學方法〉，是目前已知唯一一位在日治時期完成哲學訓練的女性。 
代表哲學家：廖文奎、張深切、曾天從、李春生、林攀龍、林秋梧、林茂生、劉明電、楊杏庭、洪耀勳、蘇薌雨、郭明昆、鄭發育、陳紹馨。

### 日治時期臺灣哲學的四大學派

#### 歐陸─日本哲學
繼受歐陸哲學如德國觀念論、馬克思主義、海德格哲學等的日本哲學─以田邊元、西田幾多郎為主的京都學派，也影響了臺灣哲學家如洪耀勳、陳紹馨、曾天從、吳振坤、楊杏庭、黃彰輝、黃金穗、鄭發育等。洪耀勳 1936 年發表〈藝術と哲學〉以 Wilhelm Dilthey 觀點討論文藝與哲學之關聯、1938 年〈存在と真理─ヌツビッゼの真理論の一考察〉研討喬治亞哲人 Schala Nuzubidse 的真理論。陳紹馨早年受黑格爾、韋伯學說發表一系列 1935 年〈アダム・ファーグスンの市民社会論〉 、1936 年〈ヘーゲルにおける市民社会論の成立〉上下篇等文探究福格森（Adam Ferguson）、黑格爾的市民社會論。楊杏庭 1935 年〈無限否定と創造性〉則就柏格森、海德格、謝斯托夫思想，以亞里斯多德、黑格爾而至海德格承接歐陸哲學傳統，加以評述生命的否定面向不代表消極或虛無。曾天從 1937 年《真理原理論》由東京理想社出版，由日本哲學家桑木嚴翼作序，是日治時期重要哲學研究著作。黃彰輝就讀東京帝國大學哲學科，專研德國辯證神學（dialectical theology）於1937年取得學位。臺南神學院教授吳振坤（1913年3月2日─1988年10月4日）於京都大學（1940）修習宗教哲學，師承留學柏林大學、海德堡大學的哲學史、宗教哲學家波多野精一，亦曾留學美國耶魯大學（1957），戰後於 1968 年出版波多野精一《宗教哲學》譯著。黃金穗師承田邊元研究邏輯數理，1939 年發表自其學士學位論文〈日常性について——現象學的試論〉於《哲學研究》，返臺任教也於1959年出版笛卡爾《方法導論》中譯。鄭發育師承西田幾多郎，1984 年曾譯師作《善的研究》，奠定臺灣實驗心理學的學科基礎。
代表哲學家：洪耀勳、陳紹馨（前期）、楊杏庭、曾天從、吳振坤、黃彰輝、黃金穗、鄭發育、林素琴。

#### 美國實用主義
實用主義是美國十九、二十世紀之際發展出的哲學運動，影響不只哲學，也包括心理、教育等學科。臺灣哲學家林茂生赴美哥倫比亞大學修習教育學，師承杜威的實用主義，也與中國哲學家胡適同門。其論文《日本統治下臺灣的學校教育：其發展及有關文化之歷史分析與探討 》（Public Education in Formosa under the Japanese Administration: Historical and Analytical Study of the Development and the Cultural Problems）也藉由西方民主的教育精神來批判日本的同化教育。廖文奎在美芝加哥大學就學，師從實用主義 George Herbert Mead 與 James Hayden Tufts 門下，從社會心理學作東西哲學之比較，肯認社會（道德及法律上）的規範性起自共同體自身的集體認同，其著作《個人與共同體：社會行為動因的歷史分析》開宗即說明「個體如何受共同體所決斷，且作為智識領袖如何互應。個體本身為共同體之產物，進而可能成為其指引」為其研究旨趣 。 蘇薌雨1924年起留學北京大學哲學系，也受胡適、陶行知、金岳霖等實用主義者影響，於《臺灣民報》投書介紹五四運動的白話文。
代表哲學家：林茂生（後期）、廖文奎、蘇薌雨。 

#### 基督宗教哲學
基督教長老會與臺灣的智識活動始終有密切的關係。李春生是長老教會在臺灣的奠基者，其著作《民教冤獄解》（1903）、《天演論書後》（1907）、《東西哲衡》（1908）等從基督宗教立場辯護。林茂生自中學受長老教會栽培，著述〈基督教文明史觀〉曾連續刊載自《臺灣教會公報》。牧師之子周再賜是首位就讀京都同志社大學、美國攻讀神學、取得日本教職及牧師資格且擔任日本群馬共愛女學校校長。郭馬西牧師（1892年11月13日－1966年7月6日）受教會推薦，先赴日明治學院神學部攻讀，後往美國奧本（Auburn）神學院、協和神學院（1921），以及哥倫比亞大學人類學系（1926），曾在《臺灣青年》呼籲新的文化思想。蔡愛智牧師（1913年11月－1998年8月6日）畢業自臺南長老教中學、赴日本同志社大學神學部攻讀（1938）、美國芝加哥大學神學碩士（1940）、博士（1941），也是西雅圖地區首位臺籍牧師，在西雅圖成立臺灣人教會的首任牧師，及西雅圖的首任臺灣同鄉會會長，長期推動臺美公民事務。臺南神學院教授吳振坤師承波多野精一奉獻宗教哲學。黃彰輝協助戰後臺南神學院復校，東海大學早期臺灣建校的籌辦等，也是推動臺灣走入國際空間的重要人物。
代表哲學家：李春生、林茂生、周再賜 （页面存档备份，存于）、郭馬西、蔡愛智、吳振坤、黃彰輝。

#### 現代漢學
現代漢學有別於傳統的解經釋義，而是借用當代西方哲學來重新理解經典。如日本、韓國、歐美等漢學研究開展出自己的問題意識，臺灣哲學家如林茂生、張深切、郭明昆、林秋梧、張冬芳等則是依循類似的道路。林茂生〈王陽明の良知說〉藉康德與笛卡爾之於王陽明與朱子學派的比較著述，早先於新儒家擷取新康德主義的詮釋。教授東洋哲學與詩句的張冬芳則與林茂生、黃得時、蘇維熊為臺灣大學先修班少數的臺籍教授。張深切自學孔學進而發表《孔子哲學評論》批判而遭到查禁，《老子哲學評論》則因此張生前未能出版。林秋梧則是藉由馬克思主義批判佛學陳腐之處。
代表哲學家：林茂生（前期）、張深切、郭明昆、林秋梧、張冬芳。

## 戰後與白色恐怖(1945-1980)
1945 年二戰結束，臺灣政治社會巨變。中國國民黨政府接收臺灣澎湖等地，臺灣哲學家紛紛透過籌辦講座、刊物參與公共事務。林茂生《民報》、黃金穗《新新》、廖文奎、廖文毅兄弟《前鋒》、洪耀勳與張深切等在北京《新臺灣》等，以思索臺灣文化之前途。然而，在短短幾年時間，臺灣哲學家對中國國民政府的期望在目睹腐敗失能後轉而失望。1947 年二二八事變爆發後，林茂生隨遭國府人員深夜帶走遇難、廖文奎避走香港痛陳國民政府腐敗。1948 年 5 月10 日宣布《動員戡亂臨時條款》，隔年 5 月 19 日宣布戒嚴，臺灣正式進入白色恐怖時期。1950 年廖文奎發聲《Formosa Speaks》，楊杏庭赴日結識其弟廖文毅進而參與臺灣共和國運動。其他如曾天從、洪耀勳、張東芳、蘇維霖、鄭發育、陳紹馨雖留臺灣但囿於政治及語言的箝箍，使得過去半世紀萌發的臺灣哲學產生斷裂。張深切《孔子哲學研究》遭查禁1965 年因病過世，黃彰輝同年因長老教會自五零年代遭國民黨特務盯上只能離臺赴英，進而參與海外臺獨運動，1972 年與同胞發表〈臺灣人民自決運動〉、1980 年同組織「臺灣人公共事務協會」（FAPA）。吳振坤牧師則接續藉由臺南神學院維繫本土意識。 
1950年韓戰爆發，歐美思想藉由美國援助開啟一道門窗。臺灣哲學家如洪耀勳引進存在主義、黃金穗推廣形式邏輯，進而 1960 年代殷海光介紹邏輯實證論與自由主義。1958年由唐君毅起草，經張君勱、牟宗三、徐復觀修正聯署發表於《民主評論》的《為中國文化敬告世界人士宣言：我們對中國學術研究及中國文化與世界文化前途之共同認識》（A Manifesto on the Reappraisal of Chinese Culture：Our Joint Understanding of the Sinological Study Relating to World Cultural Outlook）奠定「當代新儒家」基調 ，但與自由主義者持論相左。同時期殷海光、雷震、張佛泉等藉由《自由中國》刊物批判時政，1960年雷震等籌組中國民主黨連同《自由中國》招當權忌而查禁，甚至1972年「臺大哲學系事件」都是政治權力直接箝制哲學思想自由的明顯案例。
代表哲學家：殷海光、雷震、張佛泉。

## 民主化迄今(1980-)
1980 年代社會改革運動風起雲湧，哲學活動也隨之風生隨起。臺灣大學附近的獨立書店如唐山翻印歐美思潮經典，間接推波臺灣知識份子吸收歐美思潮。1987 年 7 月 15 日解嚴，臺灣政治社會史翻往新頁。出自臺灣大學哲學系的政治人物鄭南榕更將言論自由的追求實踐推向高峰。
1988 年廖仁義〈臺灣哲學的歷史構造─日據時期臺灣哲學思潮的發生與演變〉一文為臺灣哲學系統性研究開先河，隨後個別臺灣哲學家傳略之研究零星出陳─如李明輝《李春生的思想與時代》等，抑或是個別哲學家傳略之研究如吳叡人〈祖國的辯證：廖文奎（1905-1952）臺灣民族主義思想初探〉 、〈福爾摩沙意識型態—試論日本殖民統治下臺灣民族運動「民族文化」論述的形成（1919-1937）〉、廖欽彬〈和辻哲郎的風土論─兼論洪耀勳與貝瑞克的風土觀〉、洪子偉〈臺灣哲學盜火者─洪耀勳的本土哲學建構與戰後貢獻〉等。
黃默、陳俊宏的〈政治哲學要跨出去！論臺灣政治哲學研究的發展趨向〉、謝世民的〈政治哲學如何與身處的社會互動：一個臺灣哲學家的嘗試〉等文從法政哲學出發回應，陳瑞麟發表的〈島嶼上的科哲〉、〈邏輯實證論在臺灣〉、〈可以有臺灣理論嗎？如何可能？〉等文，就臺灣哲學的規範性（normativity）問題提出論證。
傳統儒學如何與現代哲學接合也是哲學學門之議題。陳昭瑛自 1995 年《臺灣文學與本土化運動》提出「臺灣儒學」的概念，試圖將儒學傳統本土化、現代化，黃俊傑則將儒學結合東亞思想脈絡。何乏筆（Fabian Heubel）則從漢語哲學切入，從當代歐陸哲學如海德格、傅柯接合跨文化思想研究。鄧育仁2015年出版《公民儒學》，透過公民哲學重新詮釋儒家思想，2017 年林遠澤《儒家後習俗責任倫理學的理念》從德國觀念論黑格爾、美國實用主義米德、法蘭克福學派 Axel Honneth 等哲學思想體系解釋儒學社會觀，甚至是近年來中研院人文社會科學研究中心政治思想研究中心籌辦論研如 2017 年 11 月 15、16 日的「The Voices of Democracy in Confucianism（儒家民主之聲）」由當代自由主義的政治學者與儒家、漢學家的對話等，都可視為儒學再實踐（Re-actualization）之實驗。輔仁大學哲學系教授曾慶豹也曾就漢語神學提出批判性的神學見解，爬梳臺灣神學思想的脈絡。